# 海難審判所
海難審判所（かいなんしんぱんしょ、英語：Japan Marine Accident Tribunal、略称：JMAT）は、日本の国土交通省の特別の機関の一つである。

## 概要
海難事故が発生した際に、海難審判法に基づき行政審判である海難審判を行う国土交通省の特別の機関である。海難審判を通じて海技士、水先人、小型船舶操縦士に対する懲戒処分を行い、海上交通の安全を確保することを目的とする。
2008年10月1日、海難審判庁の業務のうち、懲戒処分の業務を承継し発足した。なお、海難審判庁が行っていた海難事故の原因究明の業務については、国土交通省の外局として新設された運輸安全委員会に承継された。

## 審判対象

### 海難審判所（東京）
「重大な海難」を取り扱う。3人の審判官により海難審判が行われる。「重大な海難」とは以下のとおり。
- 旅客のうちに、死亡・行方不明者又は2人以上の重傷者が出たもの
- 5人以上の死亡・行方不明者を出したもの
- 火災又は爆発により運航不能となったもの
- 油等の流出により環境に重大な影響を及ぼしたもの
- 次に揚げる船舶が全損となったもの
  - 人の運送をする事業の用に供する13人以上の旅客定員を有する船舶
  - 物輸送をする事業の用に供する総トン数300トン以上の船舶
  - 総トン数100トン以上の漁船
- その他、特に重大な社会的影響を及ぼしたと海難審判所長が認めたもの

### 地方海難審判所
原則として、それぞれの管轄区域において発生した、重大事件を除く海難を取り扱う。通常1人の審判官により海難審判が行われる。

## 組織
- 海難審判所長
  - 首席審判官
  - 審判官
  - 首席理事官
  - 理事官
  - 総務課
  - 書記課

### 地方海難審判所
各地方に、地方海難審判所が置かれ、審判官（所長）・理事官・書記官が配置されており、那覇支所については、審判官（支所長）・理事官・書記官がそれぞれ1名ずつ配置されている。
- 函館地方海難審判所
- 仙台地方海難審判所
- 横浜地方海難審判所
- 神戸地方海難審判所
- 広島地方海難審判所
- 門司地方海難審判所
  - 門司地方海難審判所那覇支所
- 長崎地方海難審判所